# Scopula neophyta
Scopula neophyta är en fjärilsart som beskrevs av Louis Beethoven Prout 1922. Scopula neophyta ingår i släktet Scopula och familjen mätare. Inga underarter finns listade.